# Andrei Kuzkin
 (juin 2024).
La mise en forme du texte ne suit pas les recommandations de Wikipédia : il faut le « wikifier ».
Les points d'amélioration suivants sont les cas les plus fréquents. Le détail des points à revoir est peut-être précisé sur la page de discussion.
- Les titres sont pré-formatés par le logiciel. Ils ne sont ni en capitales, ni en gras.
- Le texte ne doit pas être écrit en capitales (les noms de famille non plus), ni en gras, ni en italique, ni en « petit »…
- Le gras n'est utilisé que pour surligner le titre de l'article dans l'introduction, une seule fois.
- L'italique est rarement utilisé : mots en langue étrangère, titres d'œuvres, noms de bateaux, etc.
- Les citations ne sont pas en italique mais en corps de texte normal. Elles sont entourées par des guillemets français : « et ».
- Les listes à puces sont à éviter, des paragraphes rédigés étant largement préférés. Les tableaux sont à réserver à la présentation de données structurées (résultats, etc.).
- Les appels de note de bas de page (petits chiffres en exposant, introduits par l'outil «  Source ») sont à placer entre la fin de phrase et le point final[comme ça].
- Les liens internes (vers d'autres articles de Wikipédia) sont à choisir avec parcimonie. Créez des liens vers des articles approfondissant le sujet. Les termes génériques sans rapport avec le sujet sont à éviter, ainsi que les répétitions de liens vers un même terme.
- Les liens externes sont à placer uniquement dans une section « Liens externes », à la fin de l'article. Ces liens sont à choisir avec parcimonie suivant les règles définies. Si un lien sert de source à l'article, son insertion dans le texte est à faire par les notes de bas de page.
- La présentation des références doit suivre les conventions bibliographiques. Il est recommandé d'utiliser les modèles {{Ouvrage}}, {{Chapitre}}, {{Article}}, {{Lien web}} et/ou {{Bibliographie}}. Le mode d'édition visuel peut mettre en forme automatiquement les références.
- Insérer une infobox (cadre d'informations à droite) n'est pas obligatoire pour parachever la mise en page.

Pour une aide détaillée, merci de consulter Aide:Wikification.
Si vous pensez que ces points ont été résolus, vous pouvez retirer ce bandeau et améliorer la mise en forme d'un autre article.
 (juin 2024).
L'article doit être relu — et modifié si nécessaire — par des contributeurs indépendants pour apporter un regard critique aux contributions effectuées en violation des conditions d'utilisation de Wikipédia, tant sur la forme (notamment concernant le style encyclopédique, la proportionnalité) que sur le fond (la neutralité de point de vue, la qualité et l'indépendance des sources).
 (juin 2024).
Andrei Kuzkin (Andrey Kuzkin ; en cyrillique Андрей Кузькин), né le 12 décembre 1979 à Moscou, est un artiste connu pour ses performances ainsi que ses sculptures faites avec du pain.
Depuis 2022, il vit et travaille à Paris.

## Biographie

### Famille
Né le 12 décembre 1979 à Moscou, Andrei Kuzkin a grandi dans un milieu intellectuel et artistique de Moscou. Son père, Alexander Kuzkin, artiste du mouvement d'art conceptuel de Moscou, est décédé à l'âge de 33 ans. Sa mère, Olga Lozovskaïa, est artiste graphiste. Son beau-père, Evgeniy Gor, est également peintre, graphiste et auteur d'installations d’art,.

### Formation
En 2001, Andrei Kuzkin a obtenu son diplôme de l’Université d'État de Moscou de l’Imprimerie en tant qu’artiste graphiste.

## Projets artistiques notables

### 2008-2015

#### Performance «En Cerle», 2008
En 2008, l'âge de 28 ans il est invité à participer dans la première biennale internationale de l'art jeune de Moscou, intitulée « Stop ! Qui va là ? » où il a présenté sa performance « En Cerle ».
Cette performance a duré environ cinq heures. Le mortier de ciment ne peut pas durcir tant qu'il est remué : s'étant attaché, avec une corde, au centre d'un bassin rempli de béton liquide, il marcha en cercle jusqu'à ce qu'il ne puisse plus avancer à travers la masse qui se solidifiait.Selon l’intention de l’artiste, la situation créée au sein de la performance est un modèle en action de la vie physique de l’homme.
En 2009, pour sa performance « En Cerle », Kuzkin devient le lauréat du prix d'État « Innovation » dans la catégorie de l’art contemporain de la nouvelle génération,,. Aujourd’hui les vidéos de cette performance font partie de plusieurs collections en Russie et en Europe, notamment, de la collection permanente du Centre Pompidou, Paris et de la collection permanente de la galerie Tretiakov, Moscou.

#### Performance «Tout ce qui existe est à moi», 2010
Pendant quatre heures, l'artiste s'est allongé sur un podium blanc sous un dôme transparent, comme dans un théâtre anatomique. Sur son corps nu et rasé de l’artiste, à l’aide d’un marqueur, ont été inscrits en latin les noms de toutes sortes de maladies humaines. Le placement des inscriptions correspondait aux endroits affectés par une maladie particulière.
L'artiste a voulu démontre la vulnérabilité et fragilité de l'existence humaine, ainsi Kuzkin a " testé " la maladie et la mort et a tenté de surmonter la peur.
Andre Kuzkin a présenté cette performance dans le cadre de la 6e Biennale de Berlin d’art contemporain de 2010.

#### Projet «Tout est à venir!», 2011
Le projet « Tout est à venir ! » a été conçu et réalisé comme un suicide symbolique du jeune artiste, qui a enfermé dans 58 boîtes métalliques non seulement toutes les œuvres matérielles créées jusqu'à cette époque - peintures, dessins, photographies, objets - mais aussi tous ses biens personnels.
Ce sont ces cubes qui ont été présentés à l’exposition de la galerie. Le projet s’étend dans le temps : son apogée est prévu en 2040, date à laquelle, selon les conditions de l’artiste, les caisses en acier peuvent être rouvertes.
Le projet a été présenté à la Galerie Ouverte à Moscou en 2011.

#### Performance «La question principale», 2013
À l’aide d’un scalpel médical, Kuzkin se découpe publiquement sur la poitrine la question « Qu’est-ce que c’est ? », qui, selon l’auteur, peut être perçue comme existentielle (Qu’est-ce que la douleur ? Le corps ? Moi ? Ma vie ? Etc.), et comme la critique institutionnelle aussi : que signifie un tel geste dans le contexte de l’histoire de l’art, compte tenu de l’expérience des générations précédentes d’artistes performeurs?
La performance a été présentée à la galerie " Triomphe " à Moscou en 2013.

#### Projet «Droit à la vie», 2015
Un projet de 70 tablettes contenant des textes et des photographies représentant l’autobiographie de l’artiste, présentées sous la forme d’un récit détaché et épuré. Chaque texte commence par les mots : « Une personne… ». La collection de tablettes est une collection des principaux événements de la biographie créative de Kuzkin.
En 2016, le Musée d'art moderne de Moscou a accueilli son projet rétrospectif « Droit à la vie », où le musée a montré une documentation complète de tous ses projets. Le musée a publié un catalogue de cette exposition avec description détaillée par l'artiste lui-même de toutes les actions et performances réalisées dans les années 2006-2015.

### 2016-2022

#### Installation «Prières et Héros», 2017—2019
Kuzkin a sculpté à la main son œuvre de 1104 figurines du pain dans la durée de 3 ans.
Elle est constituée d’une pièce sans un mur, construite à partir de blocs spécialement conçus pour imiter le béton brut, avec des niches. Dans chaque niche se trouve une figurine d’un homme en prière, modelée du pain. Sur le pourtour de l'installation, sur des podiums, sont disposées des têtes d’hommes, en taille réelle, également modelées du pain, et arrosées du sang de l’artiste.
L’installation a été présentée pour la première fois au CCI Fabrika en 2019.

#### Série de performances «Phénomène de la nature, ou 99 paysages avec un arbre», 2010 - à nos jours
En 2010, l'artiste a commencé sa série des performances « Phénomène de la nature, ou 99 paysages avec un arbre », qui consiste en une interaction intime avec la nature où l'artiste de fait enraciner dans le sol, la tête en bas, comme un arbre. L'artiste propose de percevoir l'homme comme une émanation de la terre, semblable à la végétation qui y pousse.
Dans le cadre de son projet, Andrei Kuzkin a rejoint l’expédition de la première Biennale Antarctique. Au bord d'une navire d’expédition scientifique, nommée après Akademik Sergey Vavilovqui, Andrei Kuzkin fait partie d'une équipe de 80 personnes, comprenant des artistes, scientifiques, philosophes et écrivains. Dans la neige de l'Antarctique, l'artiste a exécuté sa 49e performance.
Inspiré par le paysage de 99 arbres de son père, Kuzkin envisage faire au total 99 performances de cet enracinement dans différents coins du monde.

## Expositions sélectionnées

### En Europe et aux Etats-Unis

#### Expositions personnelles
- 2023, " Le Temps de la guerre "[18], Art Now Projects, Geneve, Suisse
- 2023, " Le Temps de la guerre "[19], Brno, République tchèque
- 2023, " Andreï Kuzkin / A. Kuzkin was there "[20], galerie Hus, Paris, France
- 2010, " 7 works by Andrey Kuzkin "[21], Matthew Bown Gallery, Berlin, Allemagne

#### Expositions collectives
- 2024, "I want the war to end"[22] dans le cadre du 30 ans avant, La Gaîté Lyrique & Mémorial-France, Paris, France.
- 2023, " 73-23 "[23],[24],[25], Pal Project et galerie Dina Vierny, Paris, France.
- 2017, " Kollektsia ! Art contemporain en URSS et en Russie. 1950-2000 "[26], Centre Georges Pompidou, Paris, France
- 2017, " The End of World "[27], Centro Pecci, Prato, Italie.
- 2015, " Balagan !!!, Nordwind festival "[28], Berlin, Dresde, Hamburg, Allemagne.
- 2014, Friction International Performance Art Festival[29], Uppsala, Suède.
- 2013, " Russie XXI. Sculpture russe contemporaine "[30], Museum Beelden aan Zee, Hague, Pays-Bas.
- 2012, Exposition des œuvres des lauréats du Prix Innovation[31], fondation Calvert 22, Londres, Royaume-Uni.
- 2012, " Rendez-vous 12 "[32],[33], Musée d'Afrique du Sud Iziko, Cape Town, Afrique du Sud.
- 2011, " 33 Fragments of Russian Performance ", le projet du Centre d'Art Contemporain Garage et de la Biennale Performa[34],[35], consacré à l'histoire de l'art de performance, New York, les Etats-Unis.
- 2011, " Retour ", 3e Festival international de l'art contemporain d'Alger, 2011, FIAC[36], Alger.
- 2010, “ La Leçon de l’Histoire ”[37], dans le cadre de l’Année de la Russie en France, Palais de Tokyo, Paris, France.
- 2010-2011, " Modernikon "[38],[39], organisée par la fondation V–A–C et la Fondazione Sandretto Re Rebaudengo, Turin, Italie.
- 2010, Exposition de l'art russe[40], Espace Croix-Baragnon, Toulouse, France
- 2010, " Phénomène naturel " (avec Billy Rozidze), Musique ici, musique là-bas, Brut[41], Vienne, Autriche.
- 2010, " Résistance ", VI Biennale de Berlin pour l'art contemporain[42], Berlin, Allemagne.

## Les prix et récompenses de l'art contemporain
- Lauréat du Prix Innovation : 2008 en catégorie projet de l’année, et 2017 en catégorie livre de l’année[43]
- Lauréat du Prix Soratnik : 2009, 2010, 2011[44],[45],[46]
- Lauréat du Prix Kandinsky : projet de l’année en 2016 pour « Le Droit à la vie », et en 2021 pour « Prières et Héros »[47]
- Russian Art Investment Rating 49ART : en 2017 et 2018, Andrei Kuzkin a été sélectionné parmi les artistes contemporains russes de moins de 50 ans les plus remarquables.
- Grand Prix de la IXe Biennale du Musée de Krasnoyarsk, 2011

## Catalogues
Andrei Kuzkin. Right to Life. — Moscow: Moscow Museum of Modern Art, 2016. — 318 с. —  (ISBN 978-5-91611-073-9). Édition dédiée à l’exposition rétrospective d’Andrei Kuzkin, explorant ses thèmes récurrents et ses œuvres majeures.